# Keizerrijk Nicea
Het keizerrijk Nicea (Grieks: Βασίλειον τῆς Νίκαιας) was een door de Byzantijnse adel, na de stichting van het Latijnse Keizerrijk in 1204 door een Kruisvaardersleger, nieuw gevestigd keizerrijk, dat zij beschouwden als de legitieme erfgenaam van het Byzantijnse rijk. Het was het grootste van de drie Byzantijnse rijken, die zich erfgenamen van het Byzantijnse Rijk noemden. Na de val van de Latijnen in 1261 keerde de adel terug naar Constantinopel en werd de eenheid en daarmee het Byzantijnse Rijk hersteld.

## Oprichting
Na de verovering van Constantinopel door het leger van de Vierde Kruistocht vluchtte de Byzantijnse keizer Alexios V de stad uit. Theodoros I Laskaris, de schoonzoon van Alexios III Angelos, werd tot keizer uitgeroepen, maar hij vluchtte naar Nicea nadat hij inzag dat de situatie hopeloos was.
Het Latijnse Keizerrijk, dat was opgericht door het Kruisvaardersleger in Constantinopel, kon maar moeilijk de macht in handen houden over de Byzantijnse gebieden en er ontstonden daarnaast drie nieuwe staten die zich als erfgenamen zagen van het Byzantijnse Rijk. Hiertoe behoorden het despotaat Epirus, het keizerrijk Trebizonde en ook het keizerrijk Nicea. Nicea lag het gunstigste, aangezien het aan het Latijnse keizerrijk grensde, om het Byzantijnse rijk te herstellen. Theodoros I Laskaris was niet meteen succesvol, hij werd verslagen bij Poemanenum en Bursa maar slaagde er wel in om noordwest Anatolië in handen te krijgen nadat de Latijnse keizer Boudewijn I een invasie van Kalojan van Bulgarije moest afslaan. Theodoros wist ook een leger uit Trebizond te verslaan, alsook enkele kleinere tegenstanders. Hierdoor kwam hij in handen van de krachtigste erfgenaam van het Byzantijnse Rijk. In 1208 riep Theodoros zichzelf uit tot keizer in Nicea.
Enkele vredesverdragen en allianties werden gesloten en weer gebroken over de volgende jaren waarbij het Latijnse keizerrijk, Bulgarije en Seltsjoeken uit de stad Iconium elkaar bevochten. Theodoros wilde zijn claim op het keizerschap kracht bij zetten door een nieuwe patriarch van Constantinopel aan te stellen. In 1219 trouwde hij met de dochter van de Latijnse keizerin, Yolande van Henegouwen, maar hij stierf in 1222 en werd opgevolgd door zijn schoonzoon Johannes III Doukas Vatatzes.

## Uitbreiding
In 1224 werd het Latijnse koninkrijk Thessaloniki door het despotaat Epirus ingenomen, terwijl dat Epirus zelf onder Bulgaarse heerschappij kwam in 1230. Aangezien Trebizond vrijwel geen macht had was Nicea de enige Byzantijnse staat die overbleef en Johannes III breidde zijn gebied uit in de Egeïsche Zee. In 1235 ging hij een bondgenootschap aan met Ivan Asen II van Bulgarije, waarmee hij toestond dat hij zijn invloed over Thessaloniki en Epirus uitbreidde. De Mongolen vielen de Seltsjoeken aan in 1242 en Johannes III was bang dat hij de volgende zou zijn. Dit was echter niet het geval en de Nicea had weer een vijand minder om zich zorgen over te maken. Johannes III trouwde met de dochter van keizer Frederik II van het Heilige Roomse Rijk in 1245. In 1248 had Johannes III de Bulgaren verslagen en omringde het Latijnse keizerrijk. Tot aan zijn dood in 1254 zou hij langzaam maar zeker land van de Latijnen afnemen.
Theodoros II Laskaris, zoon van Johannes III, werd geconfronteerd met Bulgaarse invasies in Thracië maar was succesvol om het te verdedigen. Epirus kwam in opstand en ging een alliantie aan met Manfred van Sicilië, Theodoros II stierf in 1258. Johannes IV Doukas Laskaris volgde hem op, maar aangezien hij nog maar een kind was werd Michaël VIII Palaiologos als regent aangesteld. Michaël riep zichzelf uit tot mede-keizer in 1259, en wist een gecombineerde aanval van Manfred, despoot van Epirus, en de Latijnse prins van Achaea af te slaan in de Slag bij Pelagonia.

## Herovering van Constantinopel
In 1260 begon Michaël de aanval op Constantinopel. Hij sloot een alliantie met Genua en zijn generaal Alexios Strategopoulos bracht maanden door met het observeren van Constantinopel om de aanval te plannen. In juli 1261, terwijl het merendeel van het Latijnse leger elders aan het vechten was, wist Alexios de poortwachters te overtuigen de poorten te openen. Eenmaal in de stad brandde hij de Venetiaanse wijk plat, aangezien Venetië een vijand was van Genua en zij de hoofdrol speelden in de inname van de stad in 1204. Michaël werd enkele weken later als keizer erkend waarmee het Byzantijnse Rijk was hersteld. Achaea was snel heroverd, maar Trebizond en Epirus bleven onafhankelijke Byzantijns-Griekse staten. Het herstelde Rijk wachtte ook nog een nieuw gevaar, het Ottomaanse Rijk, dat de plaats van de Seltsjoeken had ingenomen.

## Keizers in ballingschap (Nicea) - Huis Laskaris
- 1204-1222: Theodoros I Laskaris
- 1222-1254: Johannes III Doukas Vatatzes
- 1254-1258: Theodoros II Laskaris
- 1258-1261: Johannes IV Doukas Laskaris
- 1259-1261: Michaël VIII Palaiologos (mede-keizer; hersteller van het Byzantijnse Rijk)

Latijnse Keizerrijk · Keizerrijk Nicea · Keizerrijk Trebizonde · Despotaat Epirus